# 格羅夫 (加利福尼亞州)
格羅夫（英語：Grove）是美國加利福尼亞州門多西諾縣一個非建制地區，位於科姆普特徹（Comptche）西北偏北約12.5英里（20）並鄰近加利福尼亞州西部鐵路（California Western Railroad），海拔為123米（404英尺）。